# Renzoku
 (signalé en mai 2025).
Si vous disposez d'ouvrages ou d'articles de référence ou si vous connaissez des sites web de qualité traitant du thème abordé ici, merci de compléter l'article en donnant les références utiles à sa vérifiabilité et en les liant à la section « Notes et références ».
- Archive Wikiwix
- Bing
- Cairn
- DuckDuckGo
- E. Universalis
- Gallica
- Google
- G. Books
- G. News
- G. Scholar
- Persée
- Qwant
- (zh) Baidu
- (ru) Yandex
- (wd) trouver des œuvres sur Wikidata

Le terme renzoku (連続, littéralement continuité ou succession) désigne au Japon le format le plus commun de drama.
Il s'agit de séries télévisées composées de huit à treize épisodes maximum sur une seule et unique saison. Elles donnent rarement lieu à rediffusion.
Principaux types de renzoku :
- ren'ai (恋愛?, comédies romantiques)
- jidai-geki (時代劇?, drama en costumes historiques)
- misuterī dorama (ミステリードラマ?, mystery drama : séries policières)

On utilise aussi ce terme dans les arts martiaux avec le mot renzoku-waza (連続技) signifiant un enchaînement de techniques.